# Anypoptus tricolor
Anypoptus tricolor är en fjärilsart som beskrevs av Rothschild 1912. Anypoptus tricolor ingår i släktet Anypoptus och familjen signalmalar. Inga underarter finns listade i Catalogue of Life.